# Pak Hŏn Yŏng
Pak Hŏn Yŏng, również Pak Hon Yong lub Bak Heon-yeong (ur. 1900, data śmierci nieznana) – jeden z liderów koreańskiego ruchu komunistycznego podczas okupacji japońskiej w latach 1910–1945.

## Dzieciństwo i młodość
Pak Hŏn Yŏng urodził się w rodzinie yangbanów (ród Yeonghae) w miejscowości Sinyang-myeon (powiat Yesan), w północnej części prowincji Cheungcheong. W roku 1919 ukończył szkołę średnią w Gyeongseong (dziś część Seulu, stolicy Korei Południowej).

## Działalność polityczna
W 1921 podczas pobytu w Szanghaju został członkiem irkuckiej frakcji Komunistycznej Partii Korei. Był także sekretarzem Koreańskiej Ligi Młodzieży Komunistycznej. W styczniu 1922 pojechał do Moskwy, gdzie uczestniczył w spotkaniu należących do Kominternu komunistycznych organizacji z Azji Wschodniej.
W kwietniu 1922 roku został aresztowany. Japońskie władze okupacyjne oskarżyły go o organizowanie nielegalnej partii komunistycznej. Po dwóch latach został zwolniony i zaczął pracę jako dziennikarz w gazetach Chosun Ilbo oraz Dong-a Ilbo. Był jednym z założycieli tajnych struktur Komunistycznej Partii Korei, powstałych 25 kwietnia 1925 roku. Od tej pory aż do końca II wojny światowej działał wyłącznie w podziemiu.

## Kariera po zakończeniu II wojny światowej
Tuż po wyzwoleniu, w II połowie sierpnia 1945 roku, Koreańska Partia Komunistyczna wznowiła oficjalną działalność, po formalnym rozwiązaniu w roku 1928. Bak został jej sekretarzem. Oświadczył wówczas, że zgadza się z powojennymi ustaleniami mocarstw na konferencji moskiewskiej (grudzień 1945) i Korea wchodzi na drogę "demokratycznej rewolucji".
W grudniu 1946 rozpoczął budowanie struktur partii komunistycznej na terenie dzisiejszej Republiki Korei, w południowej części Półwyspu Koreańskiego. We wrześniu 1948, pozostając na stanowisku szefa południowokoreańskiej partii robotniczej, został wicepremierem i ministrem spraw zagranicznych Korei Północnej, która ogłosiła niepodległość 9 września 1948 roku.
Po połączeniu komunistycznych partii obu Korei, w kwietniu 1950 roku Pak został sekretarzem nowej Partii Pracy Korei.

## Aresztowanie i śmierć
Pak Hŏn Yŏng został aresztowany 3 sierpnia 1953 roku w ramach czystki tzw. frakcji komunistów z Południa, której przeprowadzenie zarządził Kim Ir Sen. 15 grudnia 1955 roku oskarżono go o bycie „amerykańskim szpiegiem” i skazano na karę śmierci. Nie wiadomo dokładnie, kiedy wyrok został wykonany. Według odtajnionych przez Rosjan dokumentów, Pak wciąż żył jeszcze latem 1956 roku. Radziecki ambasador w Korei Północnej, Wasilij Iwanow, odradzał Kim Ir Senowi wykonanie wyroku na Paku. Twierdził, że zabijając Paka, Kim zniechęci do siebie postępowców z Południa, którzy mogli być przydatni do przeprowadzenia siłowej rewolucji komunistycznej na terytorium Korei Południowej. Kim Ir Sen odrzucił jednak sugestie ambasadora, oskarżając Iwanowa o mieszanie się w wewnętrzne sprawy KRL-D. Pierre Rigoulot w Czarnej księdze komunizmu podaje, że egzekucja Paka odbyła się trzy dni po wydaniu wyroku.